# 三肋捲管螺
三肋捲管螺（学名：Eucyclotoma lactea）为捲管螺科白切嘴螺屬下的一个种。种加名 lactea 意为“乳白的”。